# Шренк, Александр Иванович
Александр Иванович Шренк, или Александр Густав фон Шренк (Alexander Schrenk, или Schrenck) (4 [16] февраля 1816, Тульская губерния  — 25 июня [7 июля] 1876, Дерпт) — российский путешественник и естествоиспытатель. Именем А. И. Шренка назван один из видов тюльпана — Tulipa schrenkii Regel и один из видов ели — Picea schrenkiana Fisch. & C.A.Mey.

## Биография
Родился 4 (16) февраля 1816 года в имении Тризново Одоевского уезда Тульская губерния.
В 1834—1837 годах учился в Дерптском университете, окончив философский факультет со степенью кандидата философии. В том же году поступил на службу в Ботанический сад в Санкт-Петербурге и отправился в первое путешествие по северной окраине России: через Архангельск и Мезень к реке Печоре, далее через Большеземельскую тундру, исследовал южную часть острова Вайгач, затем повернул на юго-восток для исследования северной части Уральских гор, и оттуда через Пустозерск, Мезень и Архангельск вернулся в Петербург. Во время своего семимесячного путешествия собрал большое количество научных материалов по ботанике, зоологии, минералогии, статистике, лингвистике и этнографии. 
В 1839 году А. И. Шренк совершил путешествие в Финляндию, а в 1842 году — по заданию Петербургского Ботанического сада — в Джунгарию и Киргизские степи. Последнее путешествие было описано им в «Bericht über eine im Iahre 1842, in die östliche Dsungarische Kirgisensteppe unternommene Reise», напечатанном в «Beiträge zur Kenntniss des Russischen Reiches und der angränzenden Länder Asiens».
Его экспедицию в степь сопровождали и охраняли сибирские казаки. Результатом его знакомства с бытом казаков явилась уникальная коллекция сибирских казачьих песен. Восемь песен в его коллекции были им лично пронотированы.
Русский офицер, сопровождавший его в одном из путешествий, писал, что «путешествующий здесь естествоиспытатель г-н Ш-к показывал мне составленное им довольно большое собрание сибирских песен. Очень жаль, если он не поделится им с публикою».
Коллекция песен сибирских казаков хранится в архиве Русского географического общества (АРГО). Часть этой коллекции песен была воспроизведена у Л. Е. Элиасова.
В 1848 году защитил в Дерптском университете диссертацию «Orographisch-geognostische Uebersicht des Uralgebirges im hohen Norden» и был утверждён в звании приват-доцента; читал лекции по ориктогнозии, минералогии, общей геогнозии и геологии.
В 1852 году защитил ещё одну диссертацию: «Uebersicht des oberen silurischen Schichtensystems von Liv- und Estland» (Дерпт, 1852), был удостоен степени магистра, в феврале следующего года был избран советом Дерптского университета сверхштатным ординарным профессором минералогии. Однако избрание его профессором не утвердили, и он на 16 лет уединился в своем поместье Хейлингензе в Лифляндии, занимаясь разбором собранных материалов.

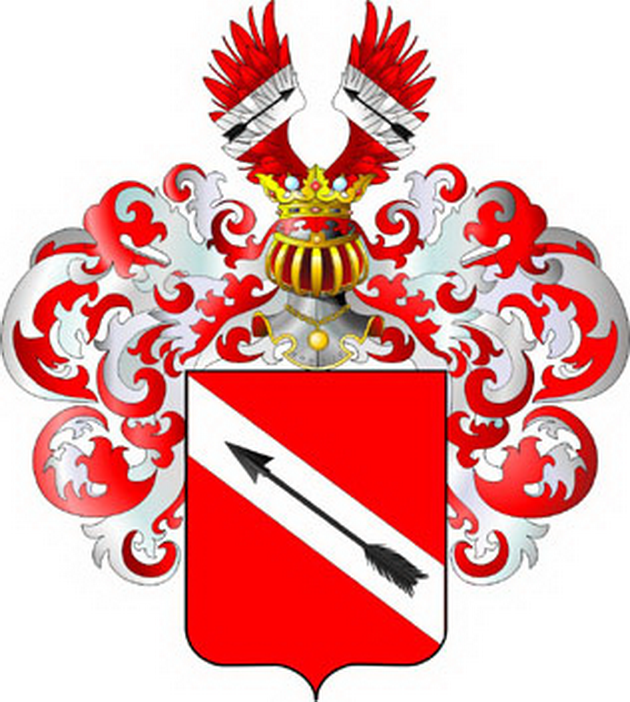
ДС-XVI-065

6 ноября 1859 года император Александр II пожаловал Шренку дворянскую грамоту.
В 1868 году переехал в Дерпт, где и скончался 25 июня (7 июля) 1876 года.

## Научные и литературные труды
Материал путешествия 1837 года Шренк издал в Дерпте в двух томах под заглавием «Reise nach dem Nordosten des europäischen Russlands durch die Tundren der Samojeden zum Arktischen Uralgebirge, auf Allerhöchsten Befehl für den kaiserlichen botanischen Garten zu St.-Petersburg im Iahre 1837» («Путешествие к северо-востоку Европейской России через тундры самоедов к Полярному Уралу»). Первый том, напечатанный в 1848 году, в 1850 году был удостоен Демидовской премии. Второй том был издан в 1854 году.
В последние годы жизни увлекался поэзией, выпустил стихотворные сборники «Fabelbuch» (Leipzig, 1868) и «Romanzen und Balladen» (Leipzig, 1870).